# AK Геркулеса
AK Геркулеса (лат. AK Herculis), HD 155937 — кратная звезда в созвездии Геркулеса на расстоянии приблизительно 340 световых лет (около 104 парсек) от Солнца. Возраст звезды определён как около 4,585 млрд лет.
Пара первого и второго компонентов — двойная затменная переменная звезда типа W Большой Медведицы (EW). Видимая звёздная величина звезды — от +8,77m до +8,29m. Орбитальный период — около 0,4215 суток (10,117 часа).
Открыта Вудвордом в 1941 году*.

## Характеристики
Первый компонент (HD 155937Aa) — жёлто-белая звезда спектрального класса F2, или F8V, или F8. Масса — около 1,2 солнечной, радиус — около 1,4 солнечного, светимость — около 3,02 солнечной. Эффективная температура — около 6500 K.
Второй компонент (HD 155937Ab) — жёлто-белая звезда спектрального класса F6. Масса — около 0,34 солнечной, радиус — около 0,8 солнечного, светимость — около 0,82 солнечной. Эффективная температура — около 6180 K.
Третий компонент — красный карлик спектрального класса M. Масса — около 0,15 солнечной*. Орбитальный период — около 71,28 года*.
Четвёртый компонент (WDS J17140+1621B) — оранжевый карлик спектрального класса K. Видимая звёздная величина звезды — +12m. Радиус — около 0,73 солнечного, светимость — около 0,274 солнечной. Эффективная температура — около 4901 K. Удалён на 4,5 угловой секунды.

## Планетная система
В 2019 году учёными, анализирующими данные проектов HIPPARCOS и Gaia, у звезды обнаружена планета.